# Plouaret
Plouaret (/plu.a.ʁɛt/  ; en breton : Plouared) est une commune  du département des Côtes-d'Armor, dans la région Bretagne, en France. Ancien chef-lieu du canton de Plouaret, elle se situe dans le Trégor (Bro-Dreger), en Basse-Bretagne (Breizh-Izel).

## Géographie

### Situation
Plouaret se situe dans le pays traditionnel du Trégor. La ville est située sur la ligne de TGV Paris-Brest et sa gare est dénommée Plouaret-Trégor. La ligne de chemin de fer Paris-Brest comporte un embranchement, en direction de Lannion. Un peu plus loin, en direction de Brest, elle passe dans un tunnel appelé communément « les voûtes ».
| - OpenStreetMap Limite communale. |

Le plus proche voisin de Plouaret est Le Vieux-Marché (Ar C'houerc'had en breton), les deux communes étant séparées par le Saint-Ethurien.
| Plouzélambre | Ploumilliau      | Ploubezre       |
|              | Plouaret         | Le Vieux-Marché |
| Lanvellec    | Plounévez-Moëdec |                 |

### Cadre géologique

Carte géologique du Massif armoricain, avec au nord-est le batholite mancellien et ses nombreux plutons de granite cadomien (Trégor, Lanhélin, Louvigné, Vire, Avranches…). Ce batholite dessine une ellipse de 150 km (d'Alençon à la Rance) sur 90 km (de Vitré à Vire).

Plouaret est localisée à l'extrémité occidentale du domaine nord armoricain, dans le Massif armoricain qui est le résultat de trois chaînes de montagne successives. Le site géologique de Plouaret se situe plus précisément au sud d'un bassin sédimentaire essentiellement briovérien et d'un important massif granitique cadomien, le batholite nord-trégorrois. Ce pluton fait partie d'un ensemble plus vaste, le batholite mancellien,.
L'histoire géologique de la région est marquée par la chaîne cadomienne. À la fin du Précambrien supérieur, les sédiments briovériens environnants sont fortement déformés, plissés et métamorphisés par le cycle cadomien, formant essentiellement des schistes. Cette chaîne montagneuse, qui devait culminer à environ 4 000 m, donne naissance à des massifs granitiques (dont le batholite côtier nord-trégorrois associé à un volcanisme d'arc insulaire et daté à 615 Ma),.

Dans le domaine continental, l'épaississement consécutif à l'orogenèse cadomienne, provoque la fusion crustale à l'origine de la mise en place des dômes anatectiques (migmatites de Guingamp et Saint-Malo à l'est de Plouaret) qui est datée entre 560 et 540 Ma.
L'orogenèse hercynienne s'accompagne d'un métamorphisme et d'un magmatisme qui se manifeste par un important plutonisme : le chapelet nord de granites rouges tardifs (ceinture batholitique de granites individualisée pour la première fois par le géologue Charles Barrois en 1909, formant de Flamanville à Ouessant un alignement de direction cadomienne, contrôlé par les grands accidents directionnels WSW-ENE, datés de 300 Ma, correspond à un magmatisme permien. Le massif granitique de Plouaret, lié au fonctionnement du cisaillement nord-armoricain, fait partie de ce chapelet,.
Le relief de la commune est ainsi caractérisé par les plateaux accidentés de cuvettes humides qui dérivent de la surface d'érosion éocène qui se retrouve sur ce massif granitique et tout le long de la côte bretonne.

### Hydrographie
Pour un article plus général, voir Réseau hydrographique des Côtes-d'Armor.
La commune est située dans le bassin Loire-Bretagne. Elle est drainée par le Roscoat, le Kerlouzouen, le Saint Éturien, le Bouilleno et un autre petit cours d'eau,.
Le Roscoat, d'une longueur de 13 km, prend sa source dans la commune de Lanvellec et se jette  dans la Manche à Tréduder, après avoir traversé cinq communes. 

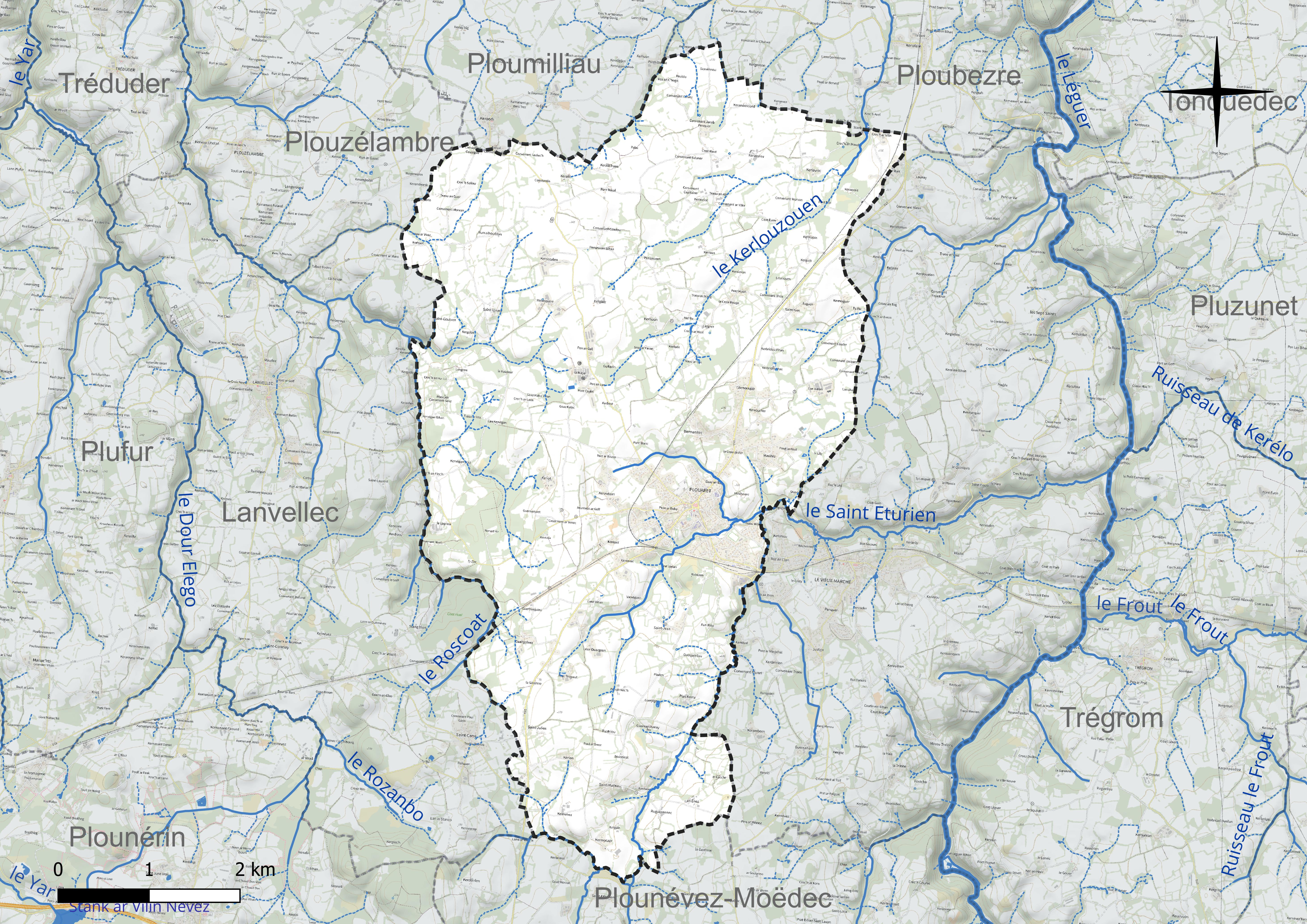
Réseau hydrographique de Plouaret.

Le Kerlouzouen, d'une longueur de 14 km, prend sa source dans la commune  et se jette  dans le Léguer à Lannion, après avoir traversé cinq communes. 
Le Saint Éturien, d'une longueur de 13 km, prend sa source dans la commune de Plounévez-Moëdec et se jette  dans le Léguer à Vieux-Marché. 

### Climat
Pour des articles plus généraux, voir Climat de la Bretagne et Climat des Côtes-d'Armor.
En 2010, le climat de la commune est de type climat océanique franc, selon une étude du Centre national de la recherche scientifique s'appuyant sur une série de données couvrant la période 1971-2000. En 2020, Météo-France publie une typologie des climats de la France métropolitaine dans laquelle la commune est exposée à un climat océanique et est dans la région climatique Finistère nord, caractérisée par une pluviométrie élevée, des températures douces en hiver (6 °C), fraîches en été et des vents forts. Parallèlement l'observatoire de l'environnement en Bretagne publie en 2020 un zonage climatique de la région Bretagne, s'appuyant sur des données de Météo-France de 2009. La commune est, selon ce zonage, dans la zone « Intérieur  », exposée à un climat médian, à dominante océanique.
Pour la période 1971-2000, la température annuelle moyenne est de 10,8 °C, avec une amplitude thermique annuelle de 10,6 °C. Le cumul annuel moyen de précipitations est de 948 mm, avec 15,3 jours de précipitations en janvier et 7,9 jours en juillet. Pour la période 1991-2020, la température moyenne annuelle observée sur la station météorologique la plus proche, située sur la commune de Lannion à 14 km à vol d'oiseau, est de 11,6 °C et le cumul annuel moyen de précipitations est de 929,5 mm,. Pour l'avenir, les paramètres climatiques de la commune estimés pour 2050 selon différents scénarios d'émission de gaz à effet de serre sont consultables sur un site dédié publié par Météo-France en novembre 2022.

## Urbanisme

### Typologie
Au 1er janvier 2024, Plouaret est catégorisée bourg rural, selon la nouvelle grille communale de densité à 7 niveaux définie par l'Insee en 2022.
Elle appartient à l'unité urbaine de Plouaret, une agglomération intra-départementale dont elle est ville-centre,. Par ailleurs la commune fait partie de l'aire d'attraction de Lannion, dont elle est une commune de la couronne,. Cette aire, qui regroupe 40 communes, est catégorisée dans les aires de 50 000 à moins de 200 000 habitants,.

### Occupation des sols
L'occupation des sols de la commune, telle qu'elle ressort de la base de données européenne d’occupation biophysique des sols Corine Land Cover (CLC), est marquée par l'importance des territoires agricoles (87 % en 2018), en augmentation par rapport à 1990 (86,1 %). La répartition détaillée en 2018 est la suivante :
zones agricoles hétérogènes (61,5 %), terres arables (25,5 %), forêts (7 %), zones urbanisées (5,9 %). L'évolution de l’occupation des sols de la commune et de ses infrastructures peut être observée sur les différentes représentations cartographiques du territoire : la carte de Cassini (XVIIIe siècle), la carte d'état-major (1820-1866) et les cartes ou photos aériennes de l'IGN pour la période actuelle (1950 à aujourd'hui).

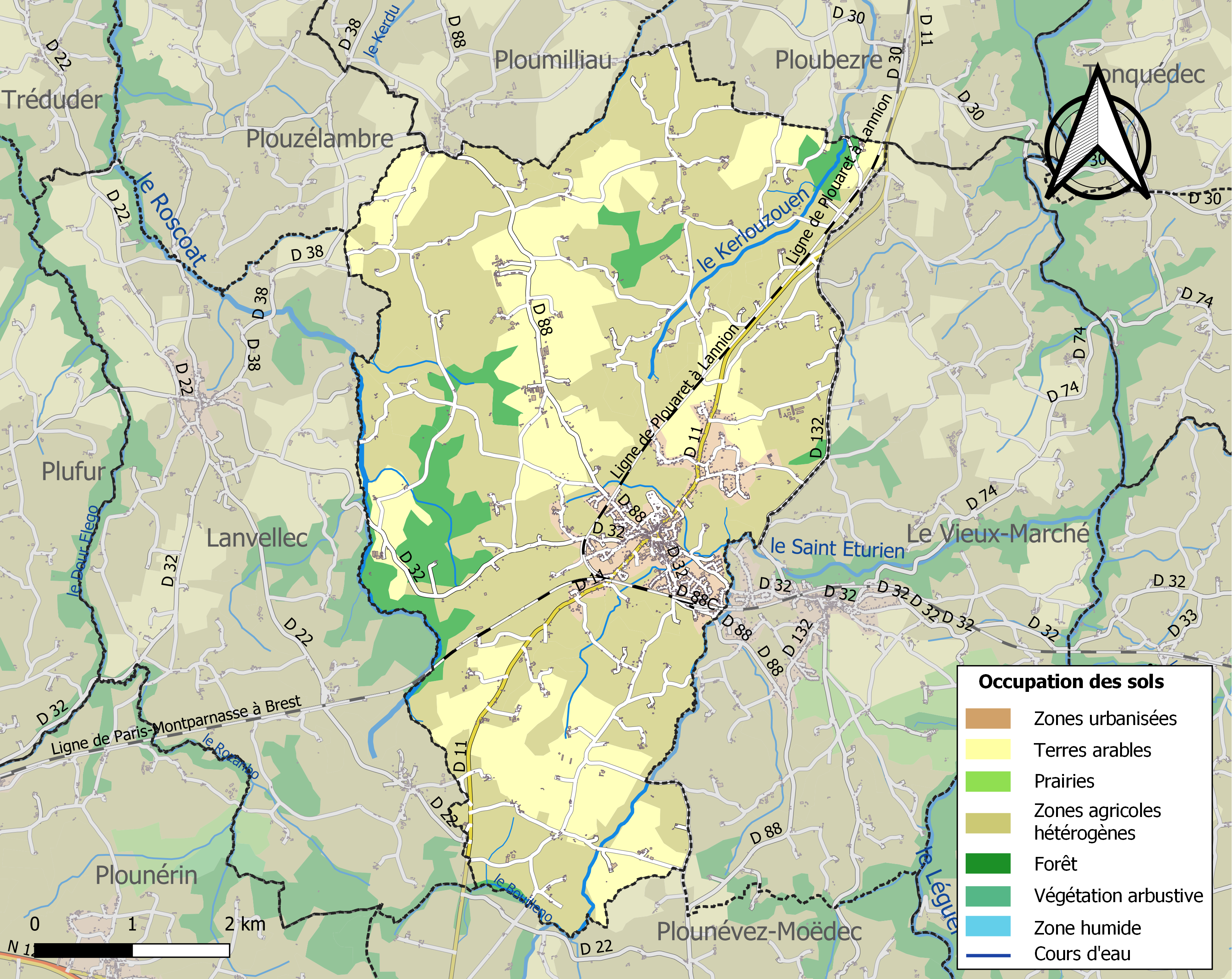
Carte des infrastructures et de l'occupation des sols de la commune en 2018 (CLC).

## Toponymie
Plouaret est cité comme paroisse du diocèse de Tréguier dès 1330 dans l'enquête du procès de canonisation de Saint Yves, sous le nom de « parrochia Plebis Barbate ». une charte de Jean V, datée de 1441, parle du « bourch du vuilz Merché, en la paroisse de Ploearmet ou diocèse de Treguer ». Cependant, en 1444, dans le « Raoulin » on trouve encore la forme Plebs Barbata. la paroisse est appelée Ploearneth,  dans un compte du chapitre de Tréguier de 1505, puis Ploearet dans un rôle des décimes de 1554, enfin Plouaret dans celui de 1596, copié en 1600.
Plouaret dérive du breton Plou et de saint Barvet (barbu en breton). Le nom de la commune en breton est Plouared.

## Histoire

### Âge du Fer
L'occupation humaine à Plouaret est attestée depuis la fin de l'Âge du fer (-550 av JC),, bien qu'il soit fort probable que le site soit occupé dès le Néolithique.

### Antiquité (gallo-romaine)
Des bornes milliaires, une voie romaine (près de Saint Mathieu),,, quelques villas, artefacts et nécropoles gallo-romaines furent exhumés dès la fin du XIXe siècle. Un anguipède granitique du IIIe siècle après J.-C.fut déterré  à Saint Mathieu près de la voie romaine. C'est le quatrième retrouvé en Bretagne sur dix en France, et soixante dix en Allemagne. Il trônait probablement en haut d'une colonne près d'un carrefour. Il avait à la fois une fonction spirituelle et pratique, pour susciter et la chance et la crainte, et aussi pour rappeler que le territoire était sous domination romaine. Représentant le syncrétisme gallo-romain Jupiter-Taranis, ces icônes furent mutilées sensiblement par les premiers évangélisateurs chrétiens de la région.

### Moyen Âge
Le nom de Plouaret, sous la forme Ploervet, est cité pour la première fois en 1270.
Trois chevaliers plouarétais sont cités au fameux combat des Trente, qui eut lieu à mi-voie entre Josselin et Ploërmel le 26 mars 1351, pendant la guerre de succession du duché de Bretagne. Il s'agit d'Alain de Keranrais, Olivier de Keranrais et Guyon de Pont Blanc.

### Époque moderne
« Le troisième et septième jours de juillet 1590 fut brûlée et ravagée la paroisse de Plestin par ceux du parti du roi. Et au réciproque le 21 du même mois de juillet 1590 fut pareillement brûlée et ravagée la paroisse de Plouaret, Ploubezre et la ville de Lannion par ceux qui tenaient le parti du duc de Mercœur » a écrit le curé de Lanvellec.

### Révolution française
Le 10 novembre 1793 éclata une insurrection contre-révolutionnaire à l'occasion d'une levée d'hommes pour marcher contre les rebelles de la Vendée actuelle. L'insurrection s'étendit les jours suivants aux communes voisines. Six meneurs, dont Jean Lejeune, Yves Pitot, Pierre Le Roy, Geffroy François et Barbe Jean, furent condamnés à mort par le tribunal criminel du département le 12 mai 1794 (23 floréal an II).
Le 23 novembre 1798, à Crec'h-an-Hu, le chouan Le Pape dit Bel-amour fit fusiller le juge de paix, Pierre Huon, du canton de Vieux-Marché. Ensuite, au bourg de Plouaret, sa bande pilla la maison du curé et fit une autre victime, Jean Beuschet, sans que l'administration ni les habitants n'interviennent,.

### LeXIXesiècle
Le 23 août 1850 est décidé, dans le cadre de la liaison Perros-Lorient, la construction de la départementale 11 reliant Plouaret à Callac.
1857, 27 Plouarétais sont déclarés titulaire de la Médaille de Sainte-Hélène, dont Jean-Marie Thomas, qui fut à Austerlitz, en Espagne, en Russie, à Waterloo, le Maréchal Ney lui remettra la légion d'honneur après le passage de la Bérézina. Il devint par la suite instituteur à Plouaret.
7 août 1864, le conseil municipal de Plouaret demande la séparation avec Le Vieux-Marché, celle ci sera actée par une loi du 30 mai 1866, le hameau du Vieux-Marché est détaché de Plouaret et devient une commune autonome.
Citation : "J'attends à Plouaret les nouvelles instructions ou les ordres du ministre."; En 1870 Léon Gambetta envoie un Capitaine en retraite M.Luyer dans les Côtes-du-Nord pour former une brigade. Il écrira plusieurs lettres depuis Plouaret, son rôle sera analysé par A. de la Borderie dans son rapport sur le camp de Conlie.
Dès 1865, en plein essor du Réseau breton, la ville de Lannion projetait de se raccorder à la ligne Guingamp-Morlaix. Deux projets se firent jour : le premier reliait Lannion à la gare de Belle-Isle - Bégard via Tonquédec et Pluzunet, le second plus court reliait Lannion à Plouaret via la gare de Kerauzern. Le 13 novembre 1881 fut inaugurée la ligne de Plouaret à Lannion.

### LeXXesiècle

#### Les guerres duXXesiècle
Le monument aux morts porte les noms de 177 soldats morts pour la Patrie :
- 148 sont morts durant la Première Guerre mondiale ;
- 28 sont morts durant la Seconde Guerre mondiale ;
- 1 est mort durant la guerre d'Algérie.

Le 13 décembre 1918, le Président des États-Unis Woodrow Wilson débarque à Brest puis monte avec le ministre des Affaires étrangères Stephen Pichont, le ministre de la Marine, Georges Leygues et d'une multitude de diplomates dans un train affrété pour Paris. Le train s'arrête en gare de Plouaret pour qu'il y soit servi tout un dîner diplomatique.
Un groupe de soldats allemands de la Feldgendarmerie, stationné à la Pépinière en Plouaret entre le 12 août 1943 et le 27 juillet 1944, commît de nombreuses atrocités et crimes dans la région de Plouaret. Le 3 avril 1944, ils organisèrent une rafle à Plouaret, Le Vieux-Marché et Trégrom, laquelle entraîna l'arrestation de 7 jeunes résistants FTP (Auguste Pastol, Pierre Menou, Léon Le Guerson, Auguste Le Pape, Eugène Daniel, Faujouron et Joseph Hénaff), tous originaires de Plouaret. Ils furent affreusement torturés avant d'être exécutés tous les sept à Saint-Brieuc. D'autres arrestations, suivies de tortures et d'exécutions eurent lieu, notamment celles de René Guilaugard et Marcel Quéré, tous deux de Trémel. Après le départ des Allemands, des patriotes trouvèrent le 17 août 1944 dans les jardins de la villa « La Pépinière » les corps de Pierre et Eugène Quéniat, tous deux de Trémel, et celui d'Yves Floury,.
Le 23 avril 1944, sept résistants furent arrêtés par les Allemands au cours d'une rafle. Ils furent condamnés à mort par le tribunal militaire de Belle-Isle-en-Terre et furent exécutés le 7 mai 1944. Ces sept résistants membres du groupe FTP « La Marseillaise », de Plouaret, arrêtés le 23 avril 1944, furent exécutés au camp de manœuvre des Croix en Ploufragan. Le journal L'Ouest-Éclair, alors journal collaborationniste, écrit le 10 mai 1944 sous le titre Sept terroristes sont exécutés à Saint-Brieuc : « Sept terroristes habitant les Côtes-du-Nord ont été jugés par une cour martiale allemande et condamnés à mort. La sentence a été exécutée. Les accusés étaient des auteurs de sabotages sur les voies ferrées, d'incendies volontaires et de plusieurs autres méfaits. Ils étaient en outre détenteurs d'armes, de munitions et d'explosifs »,,,,.
Le 7 juin 1944, un train fut mitraillé et bombardé par l'aviation alliée en gare de Plouaret.
Dans la nuit du 24 au 25 juin 1944, trois résistants furent arrêtés par les Allemands et exécutés peu après. Trois autres furent aussi exécutés à la Pépinière le 27 juin.

## Politique et administration

### Rattachements administratifs et électoraux
Rattachements administratifs
La commune se trouve dans l'arrondissement de Lannion du département des Côtes-d'Armor.
Elle était depuis 1793 le chef-lieu du  canton de Plouaret. Dans le cadre du redécoupage cantonal de 2014 en France, cette circonscription administrative territoriale a disparu, et le canton n'est plus qu'une circonscription électorale.
Rattachements électoraux
Pour les élections départementales, la commune fait partie depuis 2014 d'un nouveau  canton de Plestin-les-Grèves
Pour l'élection des députés, elle fait partie de la quatrième circonscription des Côtes-du-Nord.

### Intercommunalité
Plouaret est membre de Lannion-Trégor Communauté depuis 2014, année de la fusion entre Beg ar C'hra Communauté et Lannion-Trégor Agglomération.

### Distinctions et labels
En 2005, la commune a obtenu le label « Communes du Patrimoine Rural de Bretagne » pour la richesse de son patrimoine architectural et paysager.

### Jumelage
Le Vieux-Marché et Plouaret sont jumelées avec la ville Irlandaise de Charleville (Irlande) dans le comté de Cork.

## Population et société

### Démographie
L'évolution du nombre d'habitants est connue à travers les recensements de la population effectués dans la commune depuis 1793. Pour les communes de moins de 10 000 habitants, une enquête de recensement portant sur toute la population est réalisée tous les cinq ans, les populations de référence des années intermédiaires étant quant à elles estimées par interpolation ou extrapolation. Pour la commune, le premier recensement exhaustif entrant dans le cadre du nouveau dispositif a été réalisé en 2005.

En 2022, la commune comptait 2 230 habitants, en évolution de +3,96 % par rapport à 2016 (Côtes-d'Armor : +1,78 %, France hors Mayotte : +2,11 %).
| 1793  | 1800  | 1806  | 1821  | 1831  | 1836  | 1841  | 1846  | 1851  |
| ----- | ----- | ----- | ----- | ----- | ----- | ----- | ----- | ----- |
| 4 456 | 4 276 | 4 333 | 4 452 | 4 915 | 5 220 | 5 211 | 5 372 | 5 380 |

| 1856  | 1861  | 1866  | 1872  | 1876  | 1881  | 1886  | 1891  | 1896  |
| ----- | ----- | ----- | ----- | ----- | ----- | ----- | ----- | ----- |
| 5 280 | 5 498 | 3 368 | 3 358 | 3 438 | 3 521 | 3 396 | 3 089 | 2 946 |

| 1901  | 1906  | 1911  | 1921  | 1926  | 1931  | 1936  | 1946  | 1954  |
| ----- | ----- | ----- | ----- | ----- | ----- | ----- | ----- | ----- |
| 2 904 | 2 891 | 2 932 | 2 698 | 2 525 | 2 502 | 2 472 | 2 433 | 2 241 |

| 1962  | 1968  | 1975  | 1982  | 1990  | 1999  | 2005  | 2006  | 2010  |
| ----- | ----- | ----- | ----- | ----- | ----- | ----- | ----- | ----- |
| 2 208 | 2 196 | 2 134 | 2 239 | 2 099 | 2 109 | 2 184 | 2 206 | 2 189 |

| 2015  | 2020  | 2022  | - | - | - | - | - | - |
| ----- | ----- | ----- | - | - | - | - | - | - |
| 2 136 | 2 195 | 2 230 | - | - | - | - | - | - |

La baisse démographique observée en 1866 correspond à la perte du hameau du Vieux-Marché, devenu une commune autonome.

### Enseignement
La commune dispose :
- du groupe scolaire Jean Denis, public ;
- d'une école privée, l'école Saint-Louis ;
- d'un collège public, le collège François-Marie Luzel.

## Culture locale et patrimoine

### Langue bretonne
L’adhésion à la charte Ya d’ar brezhoneg a été votée par le conseil municipal le 12 avril 2007.
Le niveau 3 de la charte Ya d'ar brezhoneg (oui au breton) de l'Office de la langue bretonne a été signé par la commune en octobre 2007.
Le label de niveau 1 de la charte Ya d'ar brezhoneg a été décerné à Plouaret le 30 août 2019.

### Lieux et monuments
Liste du patrimoine de Plouaret.
- L'église Notre-Dame (début XVIe siècle), dont la tour fut commencée en 1554 et la nef a été refaite au XIXe siècle a été classée monument historique le 18 octobre 1907[97]. Voir aussi : Chaire à prêcher de l'église Notre-Dame de Plouaret.
- La fontaine Saint-Jean (XVIIIe siècle), décorée en 1871 d'une statue sculptée par Yves Hernot[98]. Cette fontaine a été inscrite le 20 janvier 1926. Elle a été restaurée en 2003 par un groupe international.
- La chapelle Sainte-Barbe (XVIe siècle), inscrite le 22 février 1926[99].
- Une maison du XVIIe siècle, dont la façade et la toiture ont été inscrites 17 décembre 1926[100].
- Anguipède, créature fantastique composée d'un cheval, du corps d'une sirène montée par un humain. Le statuaire de Plouaret est appelé cheval de saint Mathieu par les habitants de Plouaret, du fait qu'il fut trouvé dans un champ nommé Park Marc'h Min (le champ du cheval de pierre) près du hameau de Saint-Mathieu-en-Plouaret. L'anguipède de Plouaret est féminin, particularité assez rare.

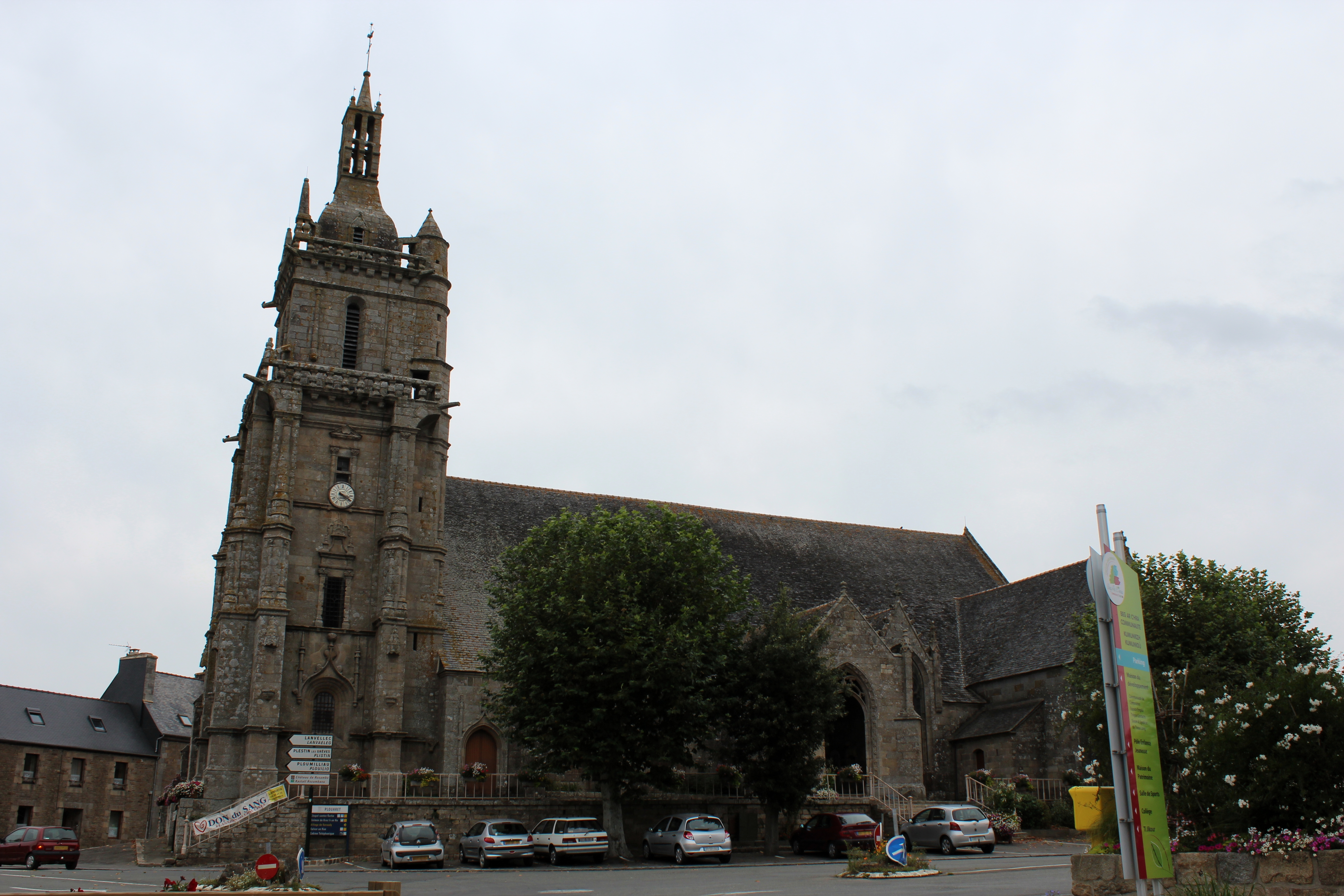
Église Notre-Dame du début XVIe siècle, la tour est de 1554.
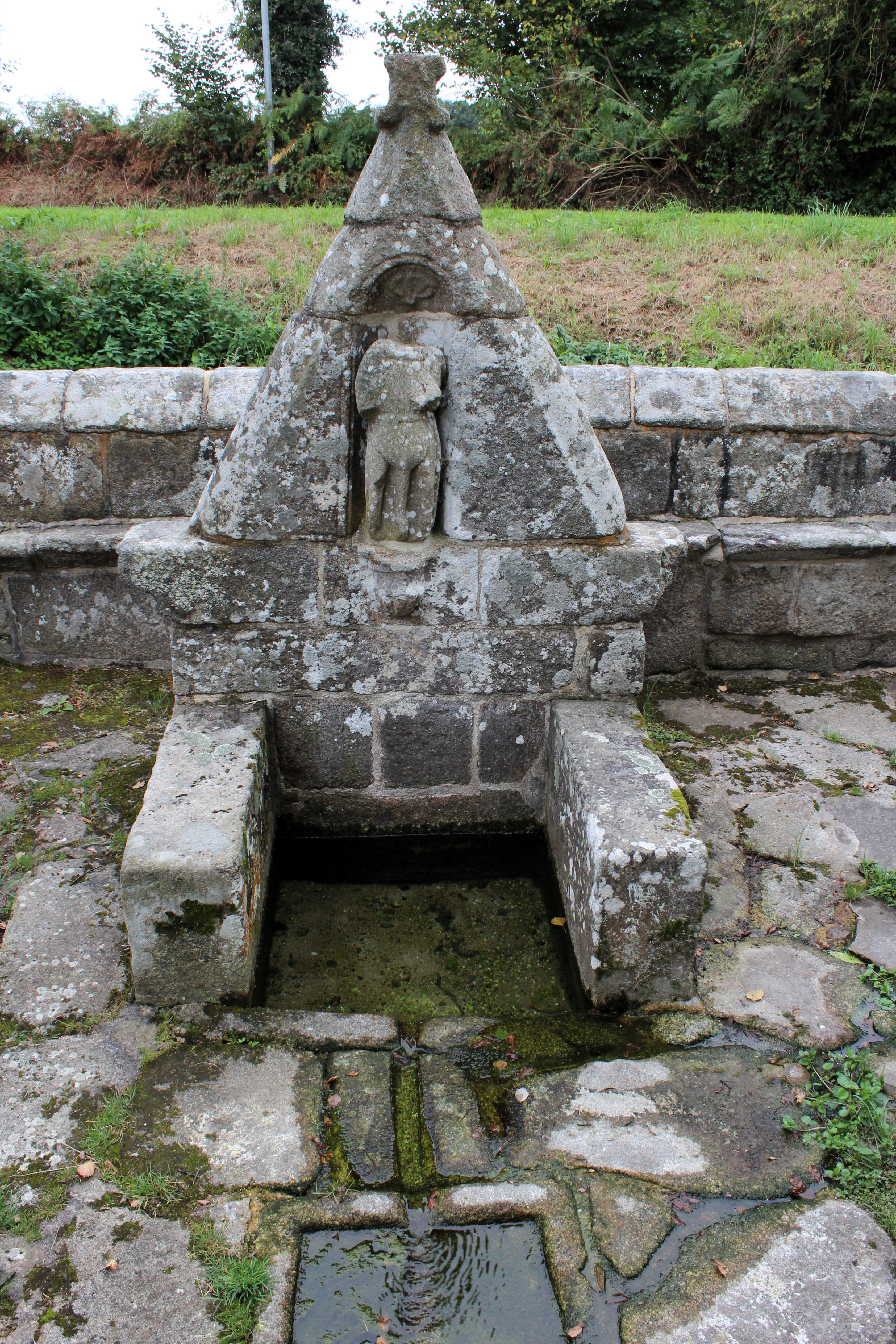
Fontaine Saint-Jean du XVIIe siècle décorée en 1871 par Yves Hernot.
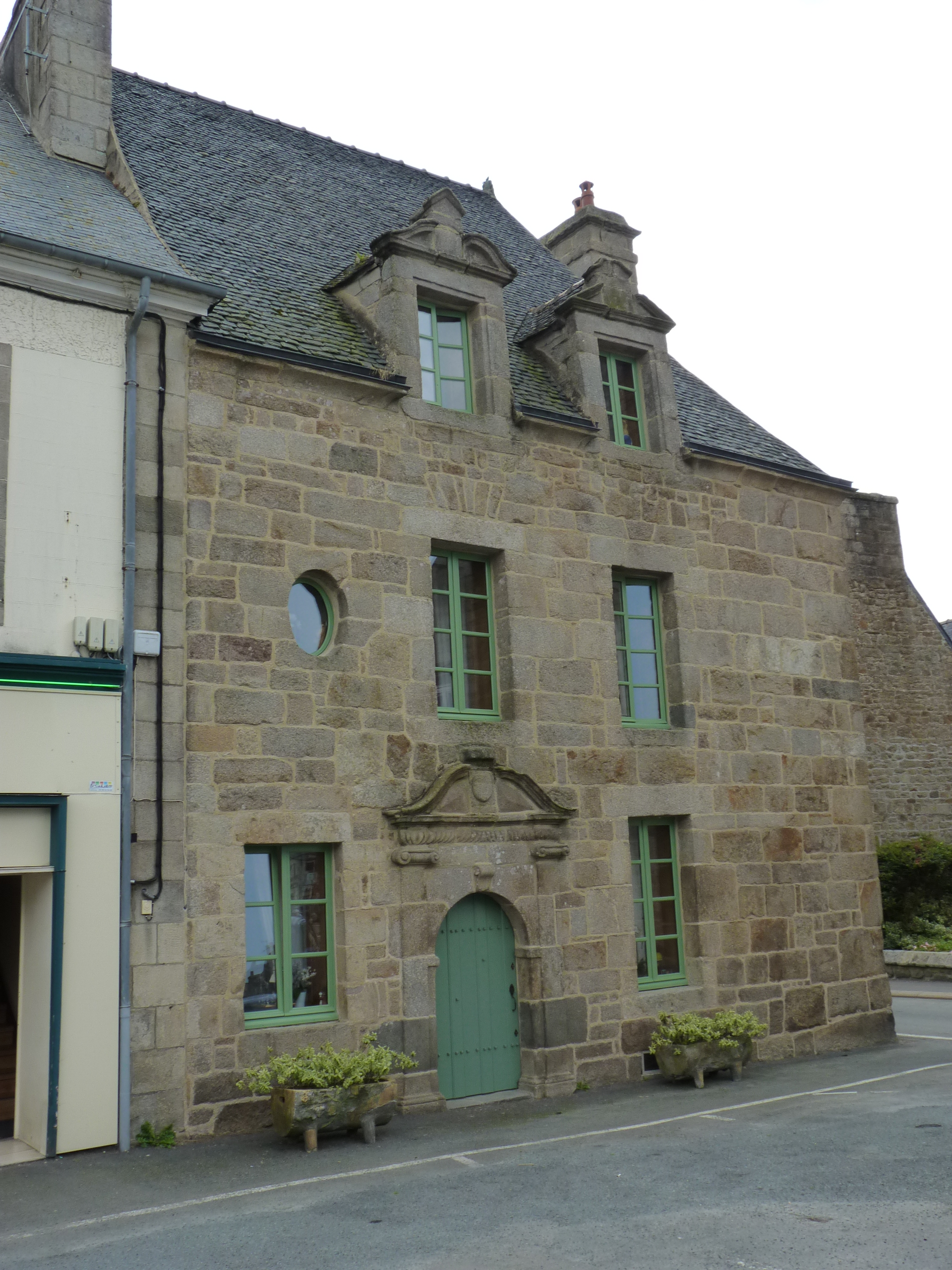
Maison du XVIIe siècle.
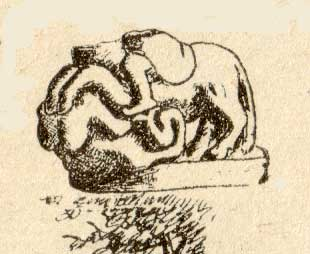
Anguipède gallo-romain de Plouaret (IIe siècle).

On peut également signaler :
- Le calvaire de Sainte Barbe (1612)
- Le manoir de Kerverziou (XVe siècle)
- Un menhir situé près de la gare, emplacement non identifié
- Le tumulus de Kerzistalen
- Le calvaire et la fontaine de Maudez

#### Manoirs
Il existe de nombreux manoirs sur la commune de Plouaret :
- Manoir de Guernac'hanay (XVIe siècle), dont le portique d'entrée a été inscrit le 3 juin 1927, un colombier est visible à proximité[101].
- Manoir de Kerbridou (XVIe siècle), dont les façades, toitures, et souches de cheminée ont été inscrites le 9 octobre 1964[102]. À proximité du logis s'élève la chapelle[103].
- Manoir de Kérépol (XVIe siècle), inscrit le 18 mars 1991[104].
- Ker an Borgne
- Keranrais
- Pont Blanc
- Kerhuon
- Kervoaziou
- Kerdanet
- Melchonnec
- Kervégan-Vras, et Kervégan-Vian
- La Haye (XVe siècle. La partie supérieure de la tour d"escalier octogonale, de nos jours privée de toiture, a conservé une baie d'angle à traverse et demi meneau, ainsi que deux baies jumelées à décor de quadrilobes[105].
- Guilguin

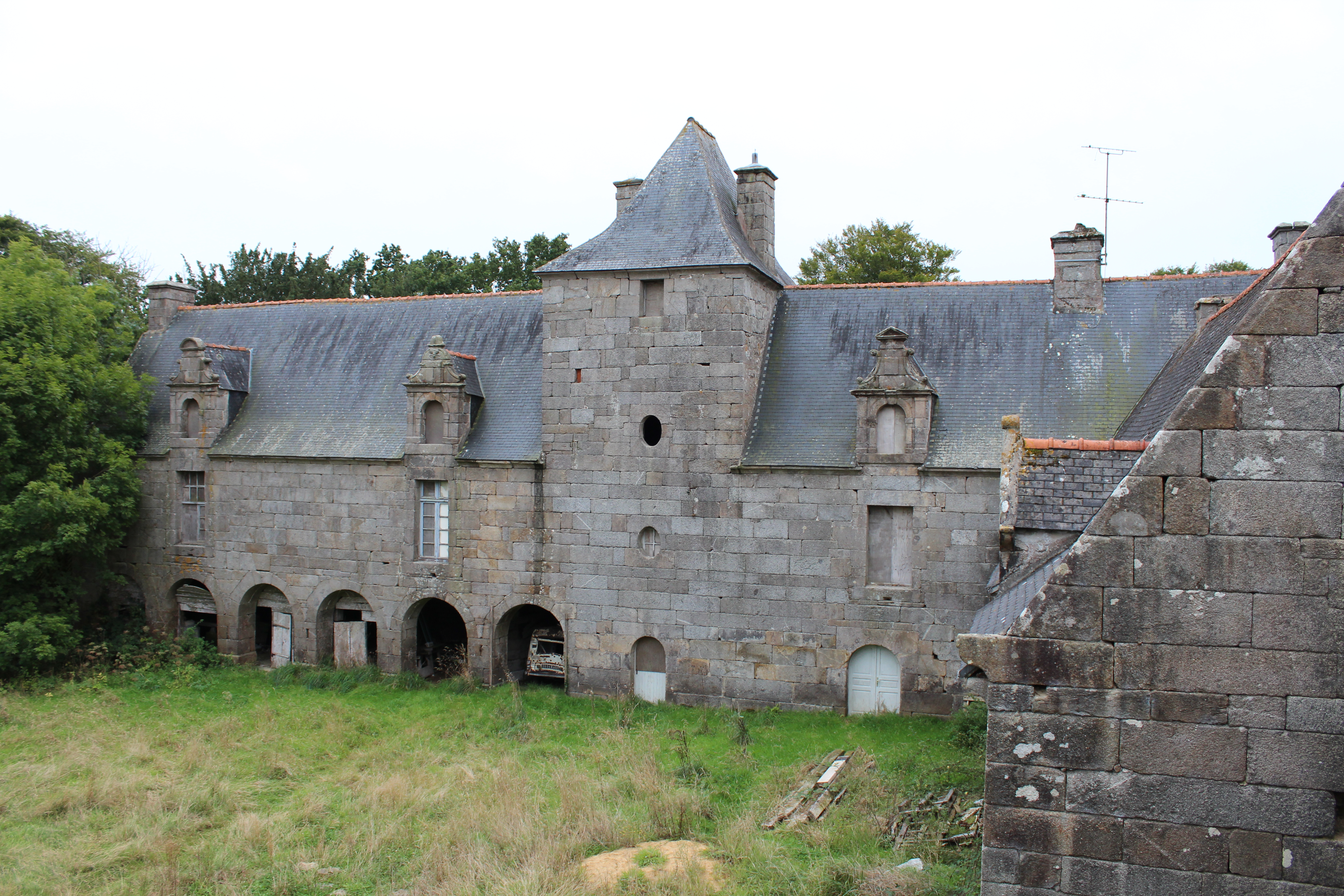
Manoir de Guernachanay du XVIe siècle.
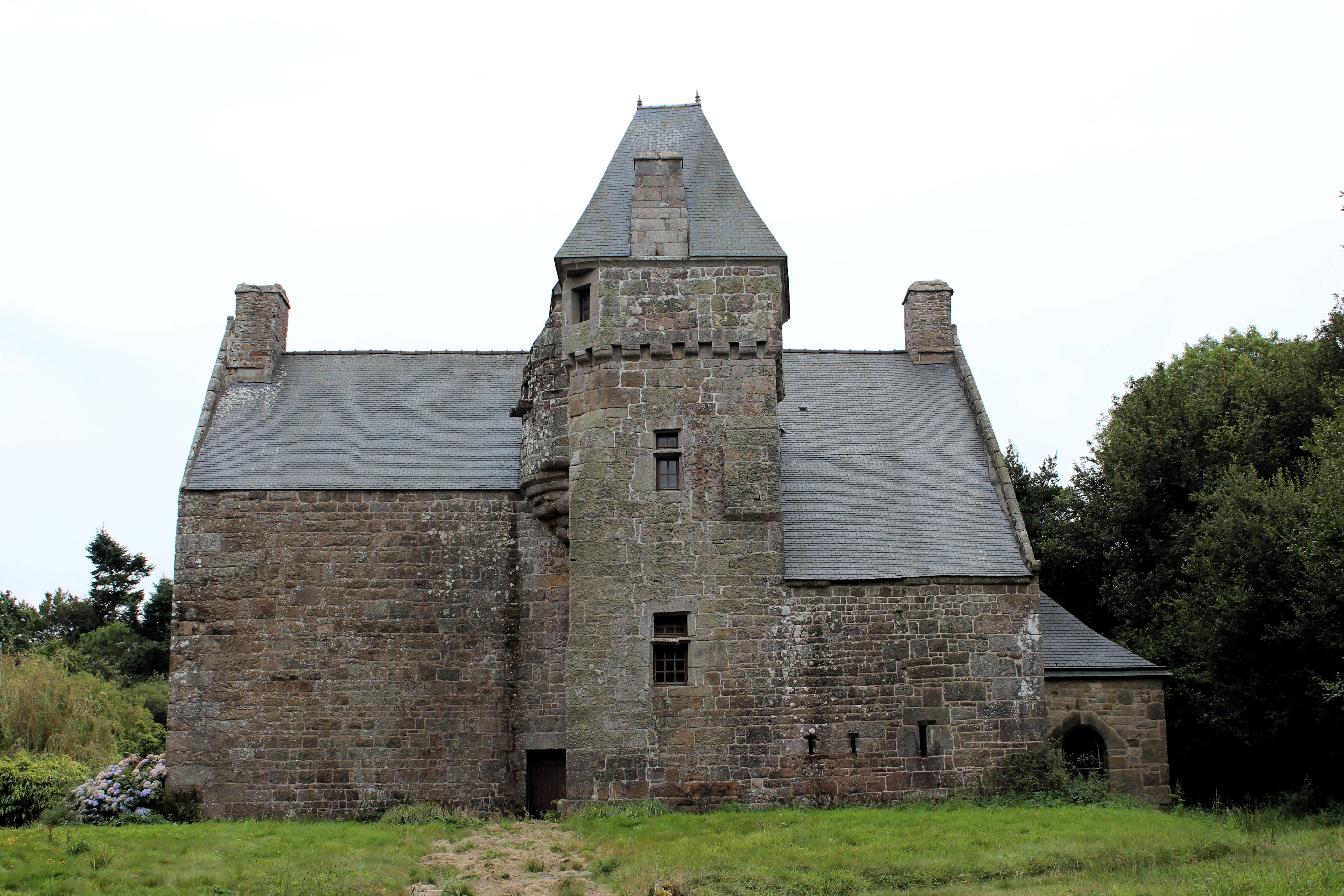
Manoir de Kerbridou du XVIe siècle.
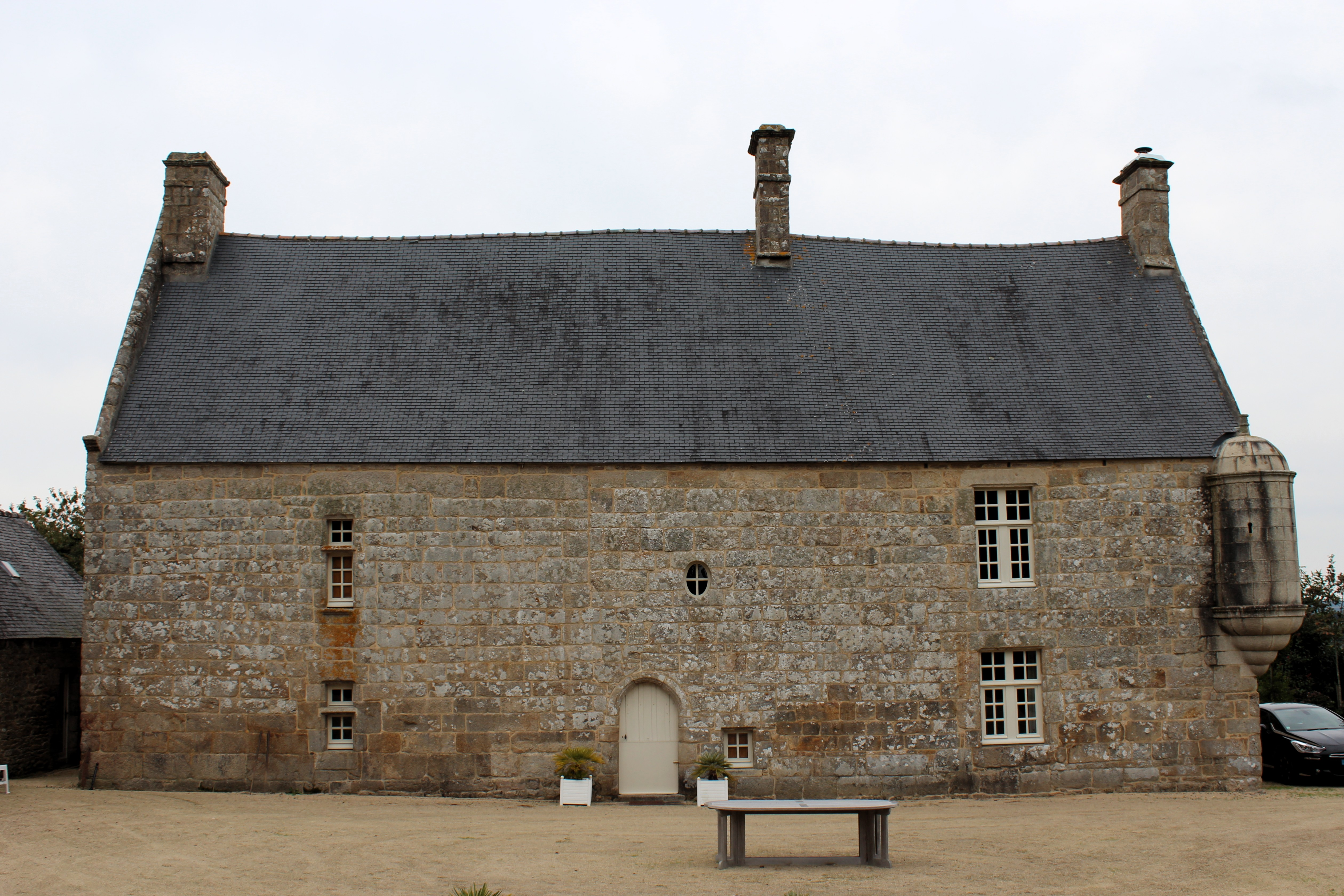
Manoir de Kérépol du XVIe siècle.

### Personnalités liées à la commune
Yvonne Kerdudo. Née en 1878 à Ploumilliau, elle s'installe à Plouaret comme accoucheuse à domicile, parallèlement à son activité de photographe dans le canton de Plouaret ; surnommée « Madame Yvonne », elle a laissé 13 400 négatifs photographiques sur plaques de verre, contenant plus de 20 000 photos. Restaurées à l'initiative de Pascale Laronze par la compagnie « Théâtre Papier », elles sont désormais la propriété de Lannion-Trégor Communauté ; malheureusement sans légendes, elles constituent toutefois un témoignage muet du Trégor rural entre 1905 et 1950.
À Plouaret est lié le nom du célèbre folkloriste François-Marie Luzel, dont un buste figure devant la mairie.
L'écrivaine Anjela Duval, poétesse en langue bretonne, est également enterrée à Plouaret.
Eugène Allanic,, résistant déporté mort à Ravensbrück le 14 avril 1945.
La comédienne Jacqueline Jefford est décédée dans la commune.
Yves Le Gac (1889-1958), député.
Emil Nicol, barde,.
Yves Hernot, sculpteur de calvaires.

### Héraldique
| Blason | Blasonnement : Bandé d'or et de sable de six pièces, à un franc-quartier vairé d'argent et de gueules. |